# Soundtrack.Net
Soundtrack.Net (oorspronkelijk SoundtrackNet) is een Amerikaanse website gewijd aan film- en televisiemuziek.

## Geschiedenis
Soundtrack.Net werd opgericht in 1997 door Amélie E. Koran en Dan Goldwasser aan de Carnegie Mellon University. De website groeide uit tot een van de toonaangevende websites over de filmmuziekindustrie in Hollywood.
In 1998 fuseerde de site met FilmMusic.com (opgericht in 1996) om een grote database te creëren, die de grootste publiekelijk toegankelijke trailermuziekdatabase van vandaag online bevat. In november 2005 plaatste het tijdschrift Time SoundtrackNet als een van de "Top 20 muziekwebsites van 2005".
Op 16 oktober 2011 werd SoundtrackNet gekocht door Sean Saulsbury, medeoprichter van Box Office Mojo en omgedoopt tot Soundtrack.Net.